# Língua mbum

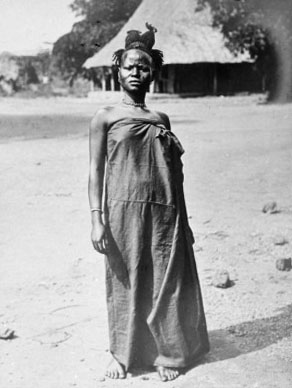
Mulher pertencente ao povo Mboum, conforme registrado nas fotografias documentadas pela Missão Moll entre 1905 e 1907, nas regiões do Congo, Oubangui-Chari, Chade e Camarões

A língua própria Mbum ou Mbum Oeste, é um idioma Adamawa falado em Camarões e na República Centro-Africana por cerca de 51 mil pessoas, as quais em sua maioria são bilingues em língua fula. Também é chamada Buna, Mboum, Mboumtiba e Wuna.

## Falantes
Os falantes de Mbum, os Mbums são considerados como a população original do planalto de Adamawa em Camarões. Porém, diz-se que já havia na região outro povo quando há séculos eles ali chegaram. Houve entre os Mbums e os vizinho, povo Dii uma longa e estreita relação nas áreas orientais dessa região Adamawa, sendo hoje difícil diferenciar essa duas etnias. A relação dos Mbums com os Fulas, que vieram para a região no início do século XIX, é bem complexa. Os fulas são muitas vezes vistos como uma classe dominante, porém, os Mbums têm historicamente participado ativamente nos estados criados pelos fulas. 

## Escrita
A língua Mbum usa uma forma do alfabeto latino ensinada por missionários, a qual não apresenta as letras C, Q, X, Z; apresenta duas formas para as letras B, D, F, N; usa sinais de “breve” (barra superior)  e til em algumas vogais;  usam-se os grupos consonantais Gb, Kp, Mb, Mv, Nd, Ng, Ngb, Nj.

## Bbliografia
- Roger Blench, 2004. List of Adamawa languages (ms)